# بید علفی آناتولی
بید علفی آناتولی، علف خر آناتولی، علف خر استارائی (نام علمی: Epilobium anatolicum) نام یک گونه (زیست‌شناسی) از سرده بید علفی است.